# Головцин Василь Миколайович
Васи́ль Микола́йович Головци́н (рос. Головцын Василий Николаевич; * 20 червня 1905, с. Острецово Палкінського району Костромської обл. — 22 жовтня 1968, м.Київ) — Доктор геолого-мінералогічних наук, професор.

## Біографічні відомості
Народився в с. Острецово Палкінського району Костромської області (за тодішнім поділом - садиба Острецово Стретенської волості Галицького повіту Костромської губернії) 20.06.1905 р. Батько — Микола Гаврилович Головцин, мати — Марія Петрівна.
Доктор геолого-мінералогічних наук, професор.
За даними автобіографії 1938 р., читати та писати навчився від свого батька у 5 років.
У 1915–1916 роках навчався у Трифонівській церковно-прихідській школі, яку закінчив із похвальною грамотою.
З квітня 1914 р. до 1925 р. працює пастухом, наймитом та теслею у Ярославській, Іванівській та Горьківській областях.
В серпні 1925 складає вступні іспити на робітничий факультет м. Кострома, де вчиться до 1928 р., а під час канікул працює в.о. секретара правління Губсільбанку.
Після відмінного закінчення Робфаку у 1928 р. отримує відрядження до Московської гірничої академії, але їде до м. Свердловськ, де продовжує своє навчання в Уральськім політехнічнім інституті на гірничому факультеті до 1932 р. Під час навчання у 1928–1930 рр. працював наглядачем з електророзвідки та виконробом геофізичних партій, у 1931 р. — в.о.директора Науково-дослідного геофізичного інституту м. Свердловськ. В ті ж самі роки 1931–1932 рр. викладає вищу математику у геолого-розвідувальному технікумі, у 1932 р. читає лекції з електророзвідки в тому самому інституті, де і сам вчиться. У 1932 р. стає зав. електрометричним сектором Уральського науково-дослідного геофізичного інституту та нач. дослідної партії з використання електророзвідки хромітових родовищ та пошуків глибоких лінз родовищ колчедану. За відмінне закінчення Уральського політехнічного інституту у 1932 р. нагороджений значком Ударника та грошима.
У грудні 1932 р. вступає до аспірантури АН СРСР при Сейсмологічному інституті АН СРСР у м. Ленінграді. Теоретичний та науково-дослідний курс закінчує в червні 1934 р., а у листопаді 1935 р. захищає дисертацію на кандидата геологічних наук у Ленінградськім гірничім інституті.
- З 1914–1925 рр. — пастух, тесля.
- З 1925–1928 рр. — студент робфаку в м. Кострома.
- З 1928–1932 рр. — студент гірничого факультету Уральського політехнічного інституту[ru] (зараз — Уральський гірничий університет, (м. Єкатеринбург, Росія).
- З 1932–1934 рр. — науковий співробітник Уральської філії АН СРСР (м. Єкатеринбург, Росія).
- З 1934 р. по 1948 — завідувач кафедри геофізичних методів і розвідки в Свердловському гірничому інституті ім. В. В. Вахрушева (з 1936 р. — декан геолого-розвідувального факультету).
- З 1948–1962 рр. — завідувач кафедри геофізичних методів пошуків та розвідки корисних копалин (кафедрою геофізики) геологічного факультету в Київському державному університеті ім. Т. Г. Шевченка. Крім цього з січня 1952 р. по квітень 1953 р. керував астрономічною обсерваторією університету.

## Наукові зацікавлення
Основний напрямок наукової діяльності — вперше провів дослідження в галузі електророзвідки, де, в основному займався питаннями електророзвідки постійним струмом.
Значну роль відіграли його науково-методичні розробки з питання вивчення карсту методами електророзвідки, а також методики інтерпретації електричних зондувань. Під його керівництвом здійснюється дослідження методами електророзвідки геологічної будови окремих ділянок Українського щита, Криму, Причорноморської западини.

## Праці
Він був автором більше як 71 наукових та науково-методичних робіт.
- Головцын В. Н. «Курс электроразведки» (1948).
- Написав підручник разом з М. Ф. Скопіченко «Електрична розвідка корисних копалин», Вид. Київського університету, 1961.
- Головцын В. Н., Смольников Б. М., Дублянский В. Н., Иванов Б. Н. Применение геоэлектрических исследований к решению основных проблем карста Горного Крыма. Киев, 1966 г.

## Відзнаки і нагороди
Був нагороджений медаллю «За доблестный труд в ВОВ» (1945), «За трудовую доблесть» (1948), орденом «Трудового красного знамени» (1953).